# Lito Fernández
Ángel Alberto Fernández (Buenos Aires, 4 de abril de 1941), más conocido como Lito Fernández, es un dibujante argentino de historietas.

## Biografía
Cursó estudios de dibujo en la Escuela Panamericana de Arte con Alberto Breccia y Ángel Borisoff.
Publicó su primer trabajo en la revista Día D, con guion propio. Colaboró luego en Hora Cero y otras publicaciones de la Editorial Frontera. Tuvo el personaje de El hombre cometa en la revista Poncho Negro. Hugo Pratt lo convocó en 1963 para dibujar Misterix. Dibujó luego personajes e historietas sueltas para la Editorial Columba; el más destacado, Dennis Martin, con guion de Robin Wood. 
En 1971 crea Long Lester para el suplemento Mac Perro, de la revista Billiken. En 1974, tras colaborar brevemente con la revista Turay, comienza a dibujar Precinto 56, con guion de Eugenio Zapietro, para la revista Skorpio, de la Editorial Récord. Al ser publicado en Italia, adquiere reconocimiento internacional.
A partir de 1992 desarrolla el personaje Martin Hel para Eura Editoriale de Roma, con guiones de Néstor Barron. Para la editorial italiana Bonelli dibuja un episodio de la miniserie Demian (2007) y un álbum especial de Tex (2013). También realiza Airboy con guiones de Chuck Dixon para los EE. UU.